# Ruth Neudeck

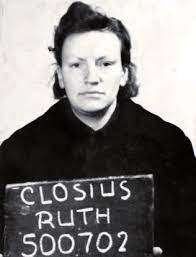
Ruth Neudeck, nach erneuter Heirat Ruth Closius, im britischen Internierungslager Paderborn-Staumühle, um 1947

Ruth Neudeck, geborene Hartmann, nach erneuter Heirat Closius (* 5. Juli 1920 in Breslau; † 29. Juli 1948 in Hameln) war eine deutsche SS-Aufseherin im Frauen-Konzentrationslager Ravensbrück.

## Leben
Ruth Neudeck war von Beruf Lohnbuchhalterin. Sie war von Anfang Juli 1944 bis Ende April 1945 in verschiedenen Funktionen im Konzentrationslager tätig. Im Juli 1944 begann sie ihre Ausbildung als Lageraufseherin im KZ Ravensbrück. Ihre Vorgesetzten beeindruckte sie durch ihre Brutalität gegenüber inhaftierten Frauen. Noch im Juli 1944 wurde Neudeck in den Rang einer Blockführerin befördert. In der Zeit vom 3. Juli bis Ende Oktober 1944 arbeitete sie dort in ihrem erlernten Beruf, als Lohnbuchhalterin. Bis Anfang Dezember 1944 wurde sie Leiterin des Gefangenenblocks 27 mit ca. 700 weiblichen Häftlingen. Danach war sie kurzzeitig krankgeschrieben und fungierte anschließend 10 Tage als Blockführerin des Strafblocks.
Mitte Januar 1945 wechselte sie auf Betreiben von Johann Schwarzhuber in das KZ Uckermark, wo sie als Vorgesetzte Erstaufseherin von fünf Aufseherinnen war. Dort beteiligte sie sich an der Selektion und Ermordung von ca. 3000 Frauen und Kindern; zahlreiche Lagerinsassen wurden von ihr misshandelt.
Ab Mitte Februar 1945 war Neudeck Leiterin des Unterlagers Barth. Nach der Auflösung des Lagers am 28. April 1945 floh Neudeck und wurde später von der britischen Armee verhaftet.
Im dritten Ravensbrück-Prozess wurde Neudeck gemeinsam mit anderen weiblichen Angehörigen des SS-Gefolge unter britischer Militärgerichtsbarkeit angeklagt. Die 28-Jährige legte zu allen Anklagepunkten – Mord und der Misshandlung von Gefangenen unter ihrer Verantwortung – ein Geständnis ab. Vor Gericht gab sie zu, Häftlinge mit der Peitsche geschlagen zu haben. Im Übrigen verteidigte sie sich mit dem Argument, sie habe die getöteten Gefangenen nicht für die Hinrichtung ausgewählt, sondern sie lediglich auf den Transporten zur Gaskammer begleitet.
Trotz eines Gnadengesuches wurde Ruth Neudeck wegen der Misshandlung und Tötung alliierter Lagerinsassinnen zum Tod durch den Strang verurteilt. Am 29. Juli 1948 um 9:00 Uhr wurde sie vom britischen Henker Albert Pierrepoint im Zuchthaus Hameln gehängt.
Während sie im Tötungslager Uckermark arbeitete, hieß sie Ruth Neudeck. Die später verwitwete Frau nahm nach einer zweiten Eheschließung den Namen Ruth Closius an.